# Premis Pulitzer de 1942
Els següents són els Premis Pulitzer de 1942.

## Premis de Periodisme
- Servei Públic:

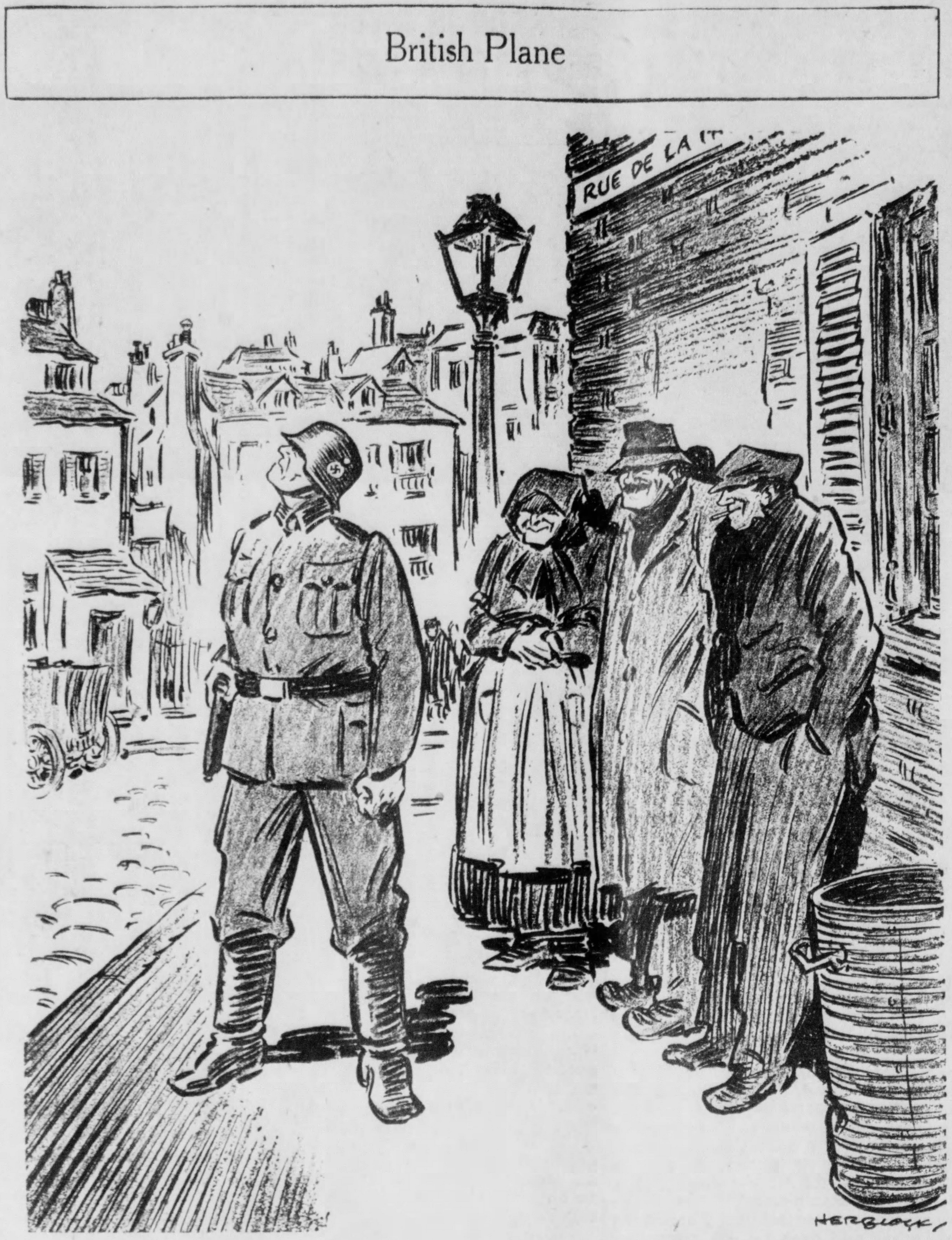
"British Plane", la Caricatura Editorial premiada

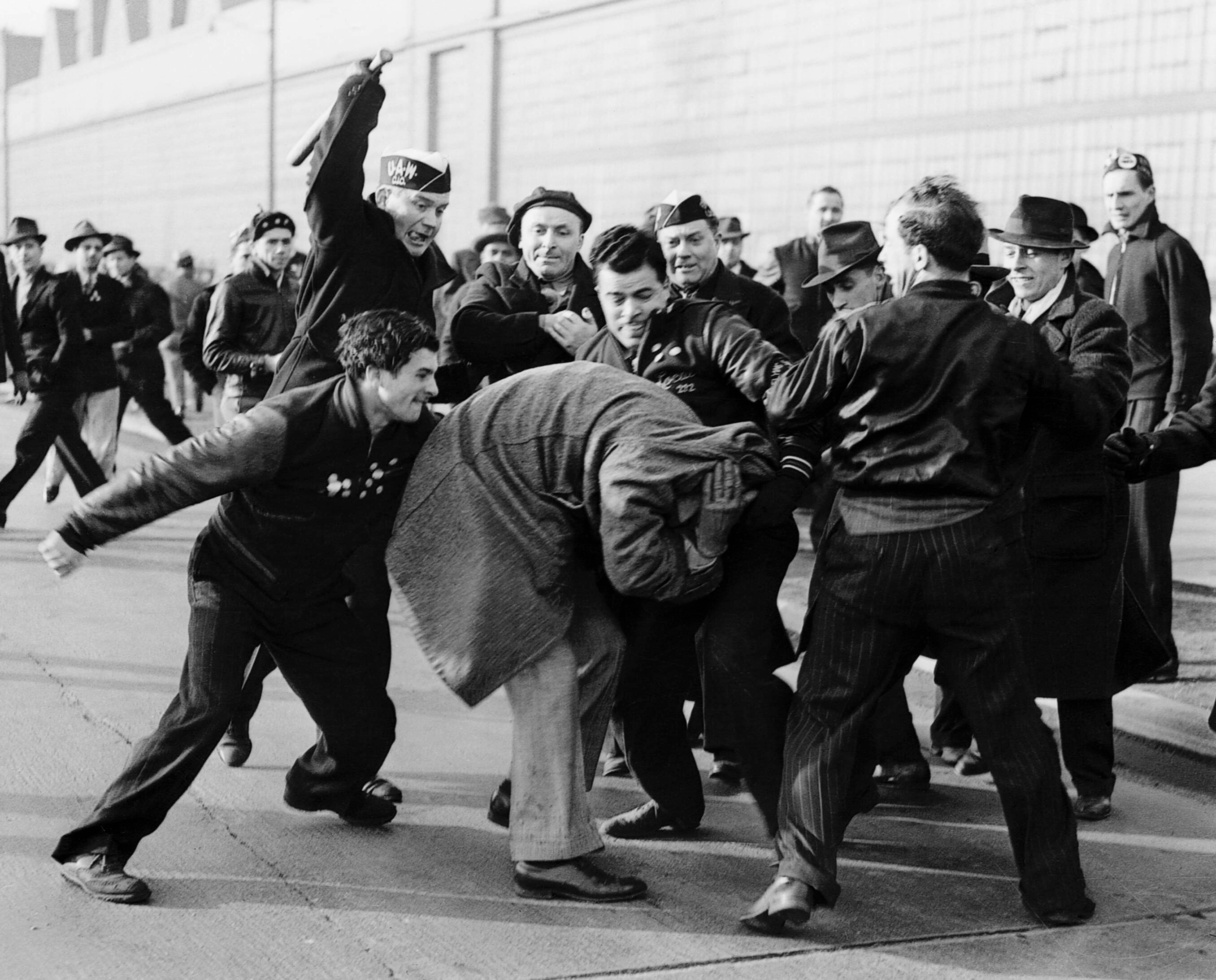
"Ford Strikers Riot", la Fotografia premiada

  - Los Angeles Times per la seva reeixida campanya, que va tenir com a resultat l'aclariment i confirmació per a tots els diaris nord-americans del dret a la llibertat de premsa garantit per la Constitució.[1][2]
- Informació:
  - Stanton Delaplane del San Francisco Chronicle pels seus articles sobre el moviment de diversos comtats de Califòrnia i Oregon per separar-se i formar l'Estat de Jefferson, un quaranta-novè estat.
- Corresponsalia:
  - Carlos P. Romulo, del Philippines Herald, per les seves observacions i previsions sobre l'evolució de l'Extrem Orient durant una gira pels centres conflictius des de Hong Kong fins a Batavia.
- Periodisme Telegràfic - Nacional:
  - Louis Stark, de The New York Times, pel seu distingit reportatge sobre històries laborals importants durant l'any.
- Periodisme Telegràfic - Internacional:
  - Laurence Edmund Allen de l'Associated Press per les seves històries sobre les activitats de la flota britànica de la Mediterrània, escrites com a corresponsal acreditat adscrit a la flota.[3]
- Redacció Editorial:
  - Geoffrey Parsons del New York Herald Tribune per la seva distingida redacció editorial durant l'any.
- Caricatura Editorial:
  - Herbert Lawrence Block (Herblock) de la Newspaper Enterprise Association per a "British Plane".
- Fotografia:
  - Milton Brooks de The Detroit News per la seva foto titulada "Ford Strikers Riot".

## Premis de Lletres i Drama
- Novel·la:
  - In This Our Life d'Ellen Glasgow (Harcourt).
- Drama:
  - No es va concedir cap premi.
- Història:
  - Reveille in Washington, 1860-1865 per Margaret Leech (Harper).
- Biografia o autobiografia:
  - Crusader in Crinoline de Forrest Wilson (Lippincott).
- Poesia:
  - The Dust Which Is God (La pols que és Déu) de William Rose Benet (Dodd, Mead).